# بورس شنژن
بورس اوراق بهادار شنژن (انگلیسی: Shenzhen Stock Exchange) یا بورس شنژن بازار بورس اوراق بهادار چینی است، که در سال ۱۹۸۷ تأسیس شد. امروزه سهام ۱۴۲۰ شرکت در بورس شنژن دادوستد می‌شود و با ارزش بازار ۲٫۲ تریلیون دلار، هشتمین بازار بورس جهان محسوب می‌شود. محل مرکزی بازار بورس شنژن در شهر شنژن، چین مستقر می‌باشد.